# Chichiș (gmina)
Chichiș – gmina w Rumunii, w okręgu Covasna. Obejmuje miejscowości Chichiș i Băcel. W 2011 roku liczyła 1537 mieszkańców.